# Reinhard Henkys
Georg Reinhard Henkys (ur. 22 lipca 1928 w Nidzie, zm. 11 maja 2005 w Pasewalku) – niemiecki publicysta i dziennikarz.

## Życiorys[1]
Georg Reinhard Henkys był synem pastora – Georga Henkys’a. Pochodził on z pruskiej rodziny teologów. Po ukończeniu szkoły podstawowej w Heiligenkreutz i gimnazjum w Palmnicken, zaczął uczęszczać do liceum w Królewcu. W wieku 16 lat został powołany do służby wojskowej jako lotnik. Po wojnie Henkys studiował w Berlinie, Bonn i Tybindze.
Od 1955 roku był redaktorem EPD (Evangelischer Pressedienst) w Düsseldorfie. Następnie przeniósł się do centrali EPD w Bielefeldzie.
13 sierpnia 1961 roku został poproszony przez swojego redaktora naczelnego, o podróż do Berlina, by rozszerzyć zasięgi EPD o kościoły w NRD.
Henkys pracował także dla wielu stacji radiowych. Opublikował także kilka książek na temat zbrodni nazistowskich.
W 1975 stworzył on magazyn „Kościół w Socjalizmie”.

## Nagrody
• Karl-Barth-Preis (1996)

## Wybór publikacji[2]
• Lud Boży w socjalizmie: Jak Chrześcijanie żyją w NRD. (1983);
• War es wirklich so schlimm? (1961)

## Rodzina
Jego brat, Jürgen Henkys był teologiem.